# 克羅普夫巴赫河
49°48′55.97″N 9°29′37.22″E / 49.8155472°N 9.4936722°E

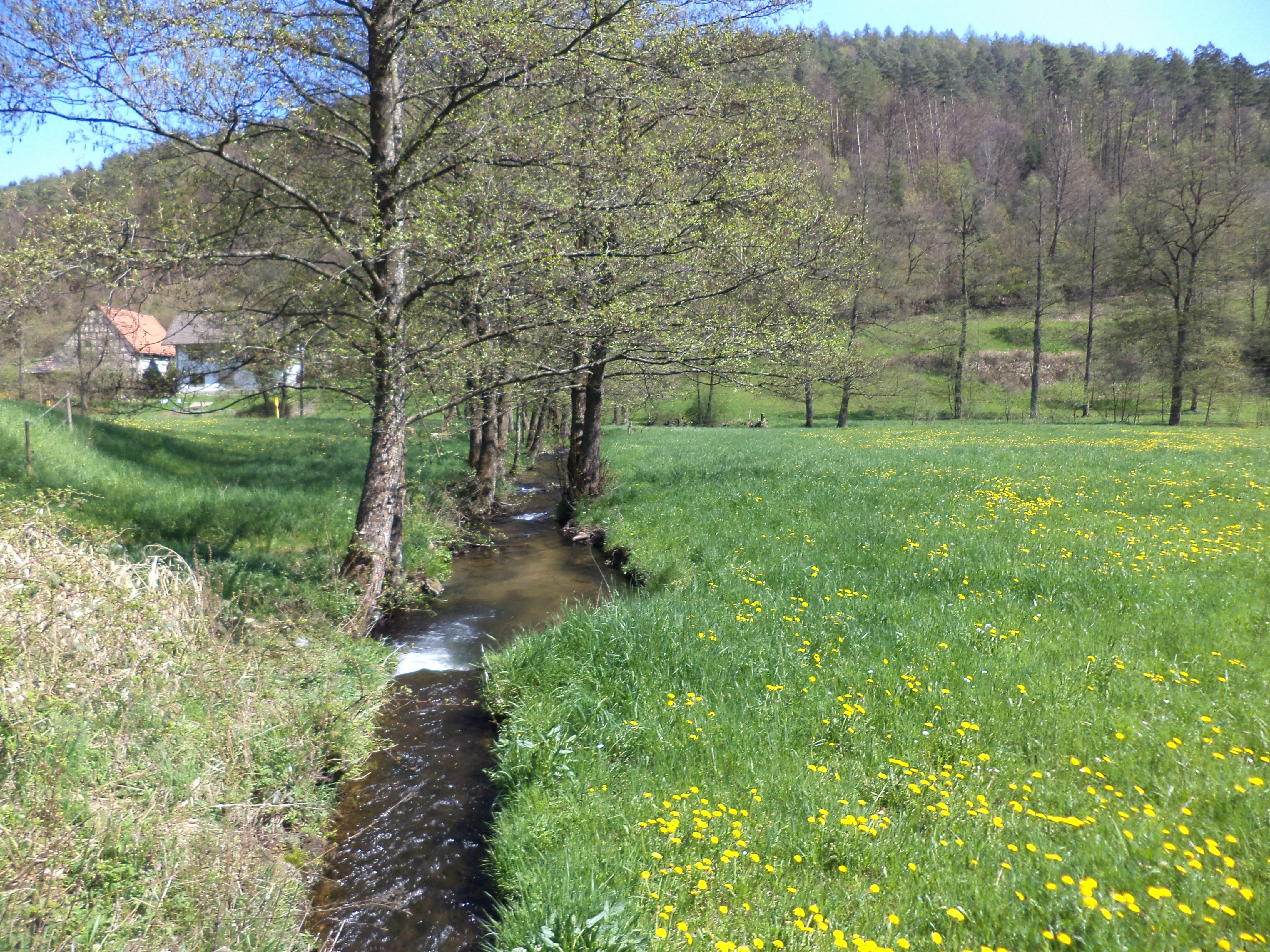

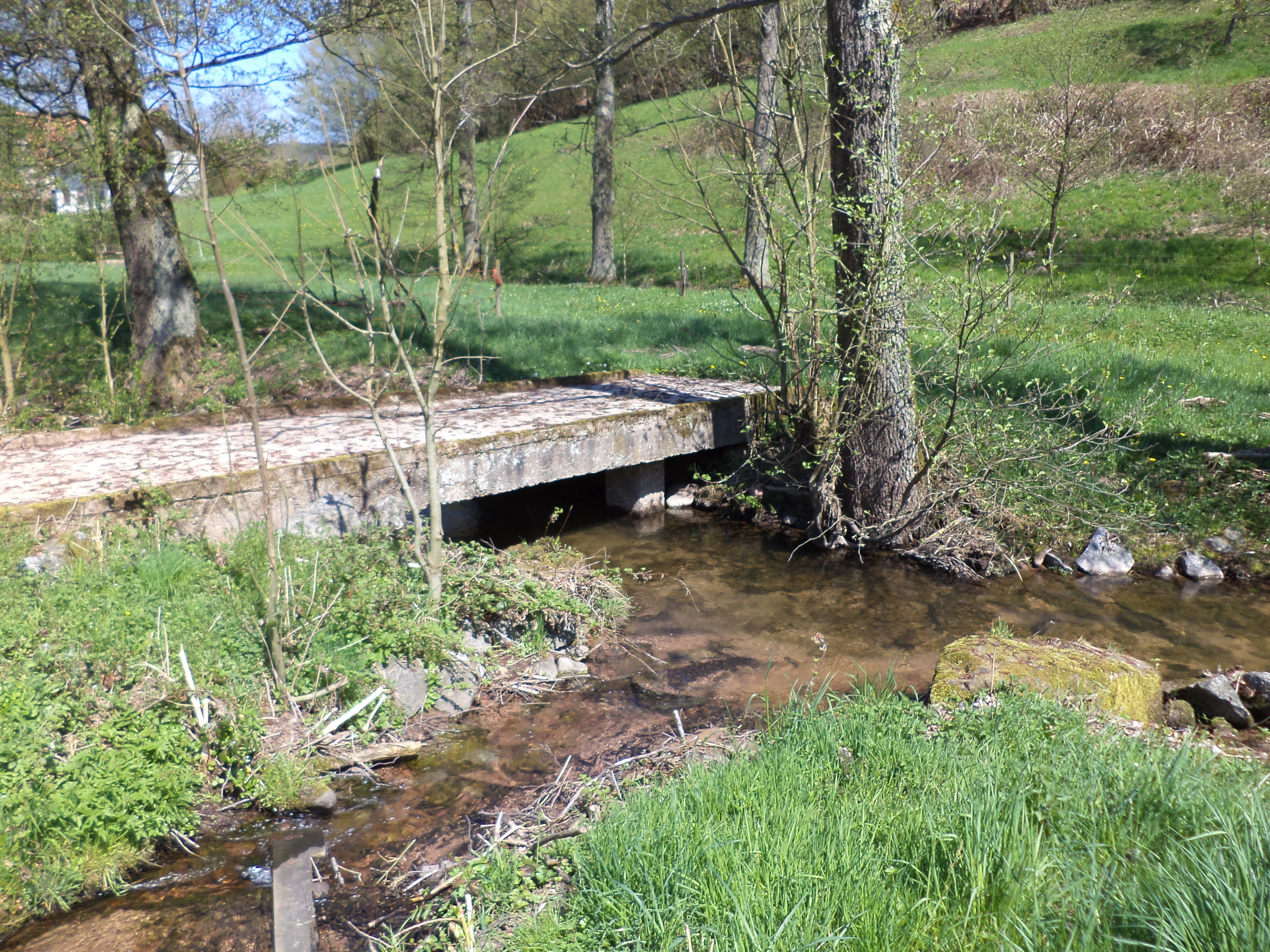

克羅普夫巴赫河（德語：Kropfbach），是德國的河流，位於該國東南部，由巴伐利亞負責管轄，屬於哈斯洛赫巴赫河的右支流，河道全長10.8公里，流域面積15.5平方公里。